# 13 يناير
- السبت
- الأحد
- الاثنين
- الثلاثاء
- الأربعاء
- الخميس
- الجمعة

- 2827 جمادى الآخرة 1446  هـ
- 2928 جمادى الآخرة 1446  هـ
- 3029 جمادى الآخرة 1446  هـ
- 3130 جمادى الآخرة 1446  هـ
- 11 رجب 1446  هـ
- 22 رجب 1446  هـ
- 33 رجب 1446  هـ
- 44 رجب 1446  هـ
- 55 رجب 1446  هـ
- 66 رجب 1446  هـ
- 77 رجب 1446  هـ
- 88 رجب 1446  هـ
- 99 رجب 1446  هـ
- 1010 رجب 1446  هـ
- 1111 رجب 1446  هـ
- 1212 رجب 1446  هـ
- 1313 رجب 1446  هـ
- 1414 رجب 1446  هـ
- 1515 رجب 1446  هـ
- 1616 رجب 1446  هـ
- 1717 رجب 1446  هـ
- 1818 رجب 1446  هـ
- 1919 رجب 1446  هـ
- 2020 رجب 1446  هـ
- 2121 رجب 1446  هـ
- 2222 رجب 1446  هـ
- 2323 رجب 1446  هـ
- 2424 رجب 1446  هـ
- 2525 رجب 1446  هـ
- 2626 رجب 1446  هـ
- 2727 رجب 1446  هـ
- 2828 رجب 1446  هـ
- 2929 رجب 1446  هـ
- 3030 رجب 1446  هـ
- 311 شعبان 1446  هـ

13 يناير أو 13 كانون الثاني أو يوم 13 \ 1 (اليوم الثالث عشر من الشهر الأوَّل) هو اليوم الثالث عشر (13) من السنة وفقًا للتقويم الميلادي الغربي (الغريغوري). يبقى بعده 352 يومًا لانتهاء السنة، أو 353 يومًا في السنوات الكبيسة.

## أحداث
- 532 - اندلاع أعمال شغب نيكا في القسطنطينية.
- 1559 - تنصيب الملكة إليزابيث الأولى ملكة على بريطانيا في كنيسة ويستمنسر في لندن.
- 1610 - جاليليو جاليلي يكتشف القمر الرابع لكوكب المشتري باستخدام المنظار وذلك بعد 6 أيام من اكتشافه الأقمار الثلاثة الأولى.
- 1785 - صدور العدد الأول من صحيفة ذي تايمز اللندنية على يد الصحفي البريطاني جون وولتر [الإنجليزية]، وكانت تحت اسم «ديلي يونيفيرسال ريجستر»، إلا أنها سمت بالتايمز بعام 1788.
- 1794 - الكونغرس الأمريكي يغير علم الولايات المتحدة ويجعله مكونًا من 15 نجمة و15 خطًا.
- 1822 - استقلال اليونان.
- 1830 - حريق كبير في نيو أورلينز في الولايات المتحدة، ويعتقد أن العبيد الثائرين كانوا وراءه.
- 1840 - السفينة لكسنغتون تحترق وتغرق بعيدًا عن ساحل لونغ آيلند بأربعة أميال وتخلف خسارة 197 روحًا.
- 1893 - تشكيل حزب العمل المستقل في بريطانيا.
- 1894 - القوات الحكومة تسحق ثورة في صقلية بإيطاليا.
- 1902 - عبد العزيز بن عبد الرحمن آل سعود ينتصر في معركة الرياض ويعلن عن تأسيس الدولة السعودية الثالثة.
- 1908 - الفرنسي هنري فارمان يصبح أول طيار في أوروبا يقوم بجولة قصيرة بمسافة كيلومتر واحد بالطائرة ويعود إلى النقطة التي انطلق منها.
- 1915 -
  - اللورد الأول في الأدميرالية البحرية البريطانية ونستون تشرشل يعرض خطته للهجوم على مضيق الدردنيل العثماني في الحرب العالمية الأولى.
  - زلزال في أفيتسانو بإيطاليا بقوة 7.5 على مقياس ريختر يؤدي إلى مقتل أكثر من 29000 شخص، وهو أحد أخطر زلازل العالم.
- 1919 - الأمير علي بن حسين يتولى إمارة المدينة المنورة.
- 1924 - الإعلان عن فوز حزب الوفد بأول انتخابات برلمانية في مصر.
- 1942 - الحلفاء يعقدون مؤتمرًا لبحث محاكمات الحرب العالمية الثانية ويصدرون إعلان سانت جيمس.
- 1943 -
  - رئيس الوزراء البريطاني ونستون تشرشل يصل إلى الدار البيضاء في المغرب في إطار تحركاته خلال الحرب العالمية الثانية.
  - الزعيم الألماني أدولف هتلر يعلن الحرب الشاملة على الحلفاء.
- 1953 - إعلان الدستور في يوغوسلافيا واختيار المارشال جوزيف بروز تيتو رئيسًا لها.
- 1954 - السلطات الأمنية المصرية تعتقل 318 من أعضاء الإخوان المسلمون.
- 1958 - 9000 عالم من 43 دولة يطالبون الأمم المتحدة بحظر التجارب النووية.
- 1964 -
  - القاهرة تستضيف مؤتمر القمة العربي الأول والذي إستغرق أربعة أيام والذي تم بدعوة من الرئيس المصري جمال عبد الناصر لبحث التحركات الإسرائيلية على الجبهة السورية.
  - أعمال شغب ضد المسلمين في كلكتا بالهند أدت إلى مقتل 100 شخص.
- 1966 - الرئيس الأمريكي ليندون جونسون يختار روبرت ويفر أول مرشح أسود في تاريخ الولايات المتحدة لدخول فريقه الرئاسي.
- 1966 - الولايات المتحدة تجري تجربة نووية في موقع اختبار بصحراء نيفادا.
- 1967 - انقلاب عسكري في توغو يؤدي إلى إلغاء الأحزاب السياسية.
- 1979 -
  - آية الله الخميني يعلن في باريس عن تشكيل المجلس الأعلى للثورة الإسلامية وذلك بهدف إسقاط شاه إيران محمد رضا بهلوي.
  - أفراد حركة أمناء جبل الهيكل يقتحمون المسجد الأقصى وبرفقتهم الحاخام موشي شيغل وبعض قادة حركة هاتحيا وأرادوا الصلاة فيه وهم يرفعون العلم الإسرائيلي ويحملون كتب التوراة.
- 1980 - بدء العمل بالدستور في توغو.
- 1985 - اغتيال الملحق الإعلامي في السفارة الليبية في روما فرج عمر المخيمون على يد مجهول.
- 1986 -
  - إسرائيل توافق على التحكيم بشأن مسألة طابا المختلف على سيادتها مع مصر.
  - اندلاع حرب أهلية دامية في عدن ومعظم أنحاء جمهورية اليمن الديمقراطية الشعبية بين الجناحين الرئيسيين في الحزب الاشتراكي اليمني.
- 1987 - الشرطة في ألمانيا الغربية تعتقل محمد علي حمادي المتهم بالإشتراك في خطف طائرة شركة طيران تي دبليو إيه الرحلة رقم 847 من أثينا إلى بيروت وبقتل أمريكي يعمل في البحرية.
- 1989 - فيروس حاسوب باسم «الجمعة 13» يضرب مئات من أجهزة حاسوب في كل أنحاء المملكة المتحدة.
- 1990 -
  - حاكم ولاية فيرجينيا دوغلاس وايلدر يتولى منصبه، وهو أول حاكم ولاية من أصل أفريقي في تاريخ الولايات المتحدة.
  - مقتل 23 شخصًا بتحطم طائرة ركاب روسية.
- 1991 -
  - أمين العام الأمم المتحدة خافيير بيريز دي كويلار يلتقي مع الرئيس العراقي صدام حسين في بغداد لتفادي اندلاع حرب في الخليج بسبب غزو العراق للكويت.
    - القوات السوفيتية تهاجم مدينة فيلنيوس عاصمة ليتوانيا لإيقاف إستقلالها.

  - تحطم طائرة حربية بريطانية في الخليج العربي ومقتل قائدها.
- 1992 - اليابان تعتذر لكوريا عن الاعتداءات الجنسية التي إرتكبها جنودها بحق النساء أثناء فترة الحرب العالمية الثانية.
- 1995 - كبرى الأحزاب الجزائرية والتي مثلت أكثر من 80% من الناخبين في انتخابات 1991 تعقد مؤتمرًا في العاصمة الإيطالية روما وتعلن العقد الوطني الذي يمنع الوصول إلى السلطة أو البقاء فيها بواسطة العنف وينص على حل سياسي لأزمة الجزائر، إلا أن السلطة الجزائرية رفضت الإعلان الذي كان بين موقعيه الجبهة الإسلامية للإنقاذ المحظورة واعتبرت ذلك تدويلًا للمشكلة.
- 1999 - مقتل ضابط إسرائيلي وجرح آخر في اشتباك مع خلية تابعة لكتائب عز الدين القسام قرب قرية السموع بالقرب من الخليل.
- 2000 -
  - القبض على طالب جامعي إسرائيلي عمره 25 هدد بالانتحار بسكين عند مدخل الكنيست بعد عراك أصيب خلاله أحد أفراد الشرطة.
  - السلطات النمساوية تعتقل حليمة نمر والتي يعتقد أنها المسؤولة المالية لحركة فتح / المجلس الثوري التي يتزعمها صبري البنا / أبو نضال وذلك بعدما حاولت سحب مبلغ كبير من حساب مصرفي مجمد في فيينا.
- 2001 - زلزال في السلفادور بقوة 7.7 على مقياس ريختر يؤدي إلى مقتل 844 شخص وإصابة 4723، وتحطم 108226 بيت وتضرر أكثر من 150000 بناية.
- 2014 - لاعب ريال مدريد البرتغالي كريستيانو رونالدو، يفوز بكرة الفيفا الذهبية 2013 للمرة الثانية في تاريخه.
- 2016 - انتخاب البرلمانية خديجة عريب لتولي منصب رئاسة البرلمان الهولندي، لتصبح أول عربية ومسلمة في هذا المنصب.
- 2021 - مجلس النواب الأمريكي يتهم دونالد ترامب بالتحريض على التمرد، في دعوى ثانية لعزله، ليصبح بذلك أول رئيس أمريكي يتعرّض للعزل مرتين.
- 2025 - تكليف القاضي نواف سلام بتشكيل الحكومة اللبنانية الأولى في عهد جوزاف عون، خلفًا لحكومة نجيب ميقاتي.

## مواليد
- 1864 - فلهلم فيين، عالم فيزياء ألماني حاصل على جائزة نوبل في الفيزياء عام 1911.
- 1900 - حسين رياض، ممثل مصري.
- 1910 - شوقي ضيف، أديب وعالم لغوي مصري.
- 1918 - روحيه خالد، ممثلة مصرية.
- 1920 - منير مراد، ملحن مصري.
- 1927 - سيدني برانر، عالم أحياء جنوب أفريقي حاصل على جائزة نوبل في الطب عام 2002.
- 1929 - أديب الحافظ، ممثل أردني.
- 1935 - بهاء طاهر، روائي مصري.
- 1937 - جون تورتل، طبيب أسترالي.
- 1938 - ناتشي نوزاوا، ممثل ياباني.
- 1948 - أفراح عباس، ممثلة عراقية.
- 1955 - مدحت العدل، كاتب وشاعر مصري.
- 1961 - جوليا لوي دريفوس، ممثلة أمريكية.
- 1964 - محمد العبد الجادر، سياسي وأكاديمي كويتي.
- 1966 - باتريك ديمبسي، ممثل أمريكي.
- 1969 - أمل رزق، ممثلة مصرية.
- 1972 - مارك بوسنيتش، حارس مرمى كرة قدم أسترالي.
- 1975 - شيرين حطاب، ممثلة سعودية.
- 1976 - عبد الله الجهني، قارئ قرآن سعودي.
- 1976 - مايكل بينا، ممثل أمريكي.
- 1977 - أورلاندو بلوم، ممثل إنجليزي.
- 1980 - ماريا دي فيوتا، سائقة فورمولا 1 إسبانية.
- 1980 -
  - درة، ممثلة تونسية.
  - أكيرا كاجي، لاعب كرة قدم ياباني.
- 1981 - أمريتا أرورا، ممثلة هندية.
- 1982 -
  - غييرمو كوريا، لاعب كرة مضرب أرجنتيني.
  - نور قدري، ممثلة مصرية.
- 1983 - عمران خان، ممثل هندي.
- 1987 - علاء وردي، موسيقي سعودي.

## وفيات
- 888 - شارل الثالث، ملك الفرنجة وحاكم الإمبراطورية الكارولنجية.
- 1902 - عجلان بن محمد العجلان، أمير الرياض.
- 1906 - ألكساندر بوبوف، فيزيائي روسي.
- 1923 - ألكسندر ريبو، رئيس وزراء فرنسا.
- 1928 - توماس هاردي، روائي وشاعر إنجليزي.
- 1941 - جيمس جويس، كاتب وشاعر أيرلندي.
- 1958 - عبد الله عبد اللطيف آل عمير، فقيه شافعي وشاعر سعودي.
- 1986 - عبد الفتاح إسماعيل، رئيس جمهورية اليمن الديمقراطية الشعبية.
- 1995 - عبد الصاحب الدجيلي، كاتب وشاعر عراقي.
- 1997 - مديحة كامل، ممثلة مصرية.
- 2003 -
  - نجاح العبد الله، ممثلة سورية.
  - رعد عبد القادر، شاعر عراقي.
  - رزوق فرج رزوق، أستاذ جامعي وشاعر عراقي.
- 2007 - سلامة العبد الله، مغني سعودي.
- 2008 ـ الشحات محمد أنور قارئ قرآن كريم مصري
- 2009 - منصور الرحباني، موسيقي لبناني.
- 2010 -
  - خليفة التليسي، أديب وشاعر ليبي.
  - إيسامو تانوناكا، مؤدي أصوات ياباني.
  - علي المرهون، فقيه وكاتب وشاعر سعودي.
- 2012 -
  - رؤوف دنكطاش، رئيس قبرص الشمالية.
  - ميلان ميلانيتش، مدرب كرة قدم صربي.
- 2014 - أنجالي ديفي، ممثلة هندية.
- 2020 - مراد هوفمان، مفكر ودبلوماسي ألماني مسلم.
- 2021 - خالد بن عبدالله بن عبد الرحمن آل سعود، أمير سعودي.
- 2022 - علي الهويريني، ممثل ومفكر وشاعر سعودي.
- 2024 - غسان مكانسي، ممثل سوري.

## أعياد ومناسبات
- ليلة رأس السنة الميلادية حسب التقويم اليولياني والكنائس الأرثوذكسية الشرقية.
- ليلة رأس السنة الأمازيغية.

## وصلات خارجية
- وكالة الأنباء القطريَّة: حدث في مثل هذا اليوم.
- النيويورك تايمز: حدث في مثل هذا اليوم.
- BBC: حدث في مثل هذا اليوم.